# District d'amélioration No 4
Le district d'amélioration No 4 Waterton (en anglais : Improvement District No.4 Waterton) est une communauté non-organisée de l'Alberta (Canada) située au sud-ouest de la province.  Le territoire de celui-ci correspond au parc national des Lacs-Waterton.